# Halloween Night (film, 2006)
Pour plus de détails, voir Fiche technique et Distribution.
Halloween Night est un film d'horreur américain réalisé par Mark Atkins et produit par The Asylum, sorti en 2006.

## Synopsis
Le film suit Chris Vale, qui a été admis dans un hôpital psychiatrique à l’âge de 12 ans, après avoir été témoin du viol et du meurtre de sa mère par deux voyous embauchés par son père, qui s’est ensuite suicidé. Chris a survécu à la brûlure du visage qui lui a été infligée par l’un des voyous. Le jeune homme de 22 ans, affreusement défiguré, s’échappe de l’asile le jour d’Halloween, après avoir tué deux aides-soignants. Ceux-ci se moquaient de lui car il porte des masques qui ressemblent à ceux que portaient les voyous.
Son ancienne maison est maintenant habitée par la famille de David Bexter. David Bexter y organise une fête d’Halloween avec sa petite amie Shannon, ses amis et ses camarades de classe. Vale tue un fêtard nommé Todd dans une station-service, vole son déguisement et sa voiture, et se rend à la fête.
Lors de la fête, Vale est pris pour Todd par tout le monde. Il peut donc commencer sa folie meurtrière sans se faire remarquer. Pendant ce temps, David simule une dispute avec un ami qui kidnappe Vale (toujours confondu avec Todd) avec une arme à feu et un autre ami déguisé en policier, qui est obligé de remettre ses clés de voiture. Après s’être échappé avec la voiture, le ravisseur est assassiné par Vale, qui retourne à la fête dans celle-ci. Parce que quelqu’un à la fête a appelé la vraie police, un officier de police arrive. En colère, il met fin à la fête en disant à tout le monde de rentrer à la maison. Il ne reste plus chez David que Shannon, maintenant déçue, et quelques amis.
Vale entre à nouveau dans la maison, tue plusieurs des personnes restantes et attache Shannon, qui porte le collier de sa mère qu’elle a trouvé dans la maison plus tôt. Il brise un trou dans le mur recouvert de planches. C’est là que son père a caché le cadavre de sa mère avant de se suicider.
Alors qu’une fille s’échappe de la maison en panique, David commence à chercher Shannon. Il la trouve prisonnière dans le sous-sol. Après l’avoir libérée, David est assommé par derrière par Vale. Shannon parvient à s’emparer d’un pistolet que Vale a perdu, et lui tire dessus deux fois. Elle présume que le tueur est mort.
Plus tard, alors que la police et une ambulance arrivent, David semble avoir disparu. La police part à sa recherche. Soudain, une personne cagoulée apparaît derrière un policier qui parle à Shannon. Shannon saisit l’arme de l’agent de police, tire et tue la personne cagoulée. Après avoir enlevé la capuche, elle est choquée de voir qu’elle a tué David.
Dans la scène finale, Vale est vu faire de l’auto-stop. Il est pris en stop par le chauffeur d’une voiture, qui présume qu’il a assisté à une longue soirée de fête d’Halloween. Le film se termine alors que la voiture s’en va.

## Distribution
- Derek Osedach : David Baxter
- Rebekah Kochan : Shannon
- Scot Nery : Christopher Vale
- Sean Durrie : Larry
- Alicia Klein : Tracy
- Erica Roby : Angela
- Amanda Ward : Kendall
- Jared Cohn : Daryll
- Jay Costelo : Eddie
- Michael Schatz : le troll
- Amelia Jackson-Gray : Jeanine
- Nicholas Daly Clark : Todd
- Tank Murdoch : Officier de police Connors
- Stephanie Christine Medina : Kim
- Jonathan Weber : Charlie
- Shaun Dallas : Tom

## Accueil

### Réception critique
Cinema Crazed a critiqué le film, écrivant : « Comme copie de Halloween, c’est horrible, mais en tant que film de slasher original, c’est horrible ». 
HorrorNews.net a critiqué certains aspects du film mais a également écrit : « Vous obtenez ce pour quoi vous avez payé, et vous devriez donc être satisfait de ce seul fait. La production est lisse, la partition est étrange et le jeu d’acteur a du sens. »
Dread Central a également fortement critiqué le film, déclarant que « Halloween Night est un film de slasher stupide qui est sporadiquement amusant mais surtout ennuyeux en raison de problèmes de rythme, de la nature prévisible de l’histoire, vue un million de fois auparavant, et de son insistance à se prendre beaucoup trop au sérieux, même quand il est carrément stupide. »